# La pastorella nobile
La pastorella nobile è una commedia per musica in due atti musicata da Pietro Alessandro Guglielmi su libretto di Francesco Saverio Zini.
Ebbe la sua prima rappresentazione al Teatro del Fondo di Napoli il 15 aprile 1788. Dedicata al sovrano del Regno di Napoli Ferdinando IV, fu l'opera che aprì la stagione operistica al Fondo in quell'anno.
La commedia fu un grande successo fin dalla prima messa in scena e continuò ad essere rappresentata per diversi anni nei teatri italiani e stranieri: nel 1790-1 raggiunse Parigi e poi di seguito Dresda, Londra e Lisbona.
Dopo cinque anni, durante il carnevale del 1793, l'opera fu ripresa e riallestita al Teatro Ducale di Massa come dramma giocoso per musica.
Il successo di questa commedia si deve principalmente all'uso dello stile larmoyant (lacrimevole, un genere narrativo patetico che fu usato anche da molti altri compositori successivi, tra cui Wolfgang Amadeus Mozart e Gioachino Rossini), nato con La buona figliuola di Niccolò Piccinni, affiancato a un preponderante linguaggio comico tipico della scuola musicale napoletana.

## Trama
Il Marchese Astolfo decide di legarsi in matrimonio con Donna Florida solo per arrivare alla pastorella Eurilla, della quale è innamorato. Lei però, non contraccambiando l'amore di costui, si nasconde terrorizzata, senza saperlo, nel palazzo del nobile. Viene però scoperta e quindi rinchiusa in una torre. Nel frattempo Donna Florida giunge al palazzo del marchese, dove incontra la disperata e sventurata pastorella. Insieme pianificano un inganno a danno del marchese: gli viene fatto credere che Eurilla è morta, mentre lei nel frattempo s'innamora di Don Calloandro, travestito da pastore. Dopo altri sotterfugi e travestimenti si giunge al lieto fine, che vede Eurilla, legittima erede delle fortune del marchese (il quale scompare misteriosamente), legarsi con Don Calloandro.

## Rappresentazioni in tempi moderni
Il 15 dicembre 2001 al Teatro Guglielmi di Massa fu eseguita sotto la direzione di Antonio Florio una versione ridotta e in forma di concerto de La pastorella nobile.